# Birmingham Challenger
Il Birmingham Challenger, noto anche come Eddleman USTA Challenger,  è stato un torneo professionistico di tennis giocato su campi in terra verde. Faceva parte dell'ATP Challenger Series. Si giocava annualmente a Birmingham negli Stati Uniti.
Il record di numero delle vittorie è detenuto da Mikael Pernfors con due titoli nel singolare e da Bryan Shelton e Doug Flach sempre con due titoli nel doppio, di cui uno come partners.

## Albo d'oro

### Singolare
| Anno       | Campione            | Finalista           | Punteggio     |
| ---------- | ------------------- | ------------------- | ------------- |
| 2003       | Óscar Hernández     | Alex Kim            | 6–2, 6–1      |
| 2002       | Alex Kim            | Cecil Mamiit        | 7–6(9), 6–2   |
| 2001       | Irakli Labadze      | James Blake         | 6–2, 6–3      |
| 2000       | Ronald Agénor       | Paradorn Srichaphan | 7–5, 6–3      |
| 1999       | Francisco Costa     | Martín Rodríguez    | 6–7, 7–6, 6–3 |
| 1998       | Christian Ruud      | Johan Van Herck     | 2–6, 6–1, 6–1 |
| 1997       | Johan Van Herck     | Tommy Haas          | 7–6, 6–7, 6–4 |
| 1996       | Mariano Zabaleta    | Bill Behrens        | 6–4, 6–4      |
| 1995       | Bohdan Ulihrach     | Jiří Novák          | 6–4, 7–6      |
| 1994       | Non disputato       | Non disputato       | Non disputato |
| 1993       | Mikael Pernfors (2) | Claudio Mezzadri    | 7–6, 6–3      |
| 1992       | Mikael Pernfors (1) | Luiz Mattar         | 7–6, 6–4      |
| 1991       | Marcelo Ingaramo    | Gabriel Markus      | 3–6, 6–3, 6–2 |
| 1990- 1979 | Non disputato       | Non disputato       | Non disputato |
| 1978       | Deon Joubert        | Marcelo Lara        | 6–4, 6–2      |

### Doppio
| Anno       | Campioni                        | Finalisti                       | Punteggio     |
| ---------- | ------------------------------- | ------------------------------- | ------------- |
| 2003       | Josh Goffi Travis Parrott       | Paul Goldstein Robert Kendrick  | 6–4, 2–6, 6–2 |
| 2002       | Mardy Fish Jeff Morrison        | Paul Rosner Glenn Weiner        | 6–4, 7–6(4)   |
| 2001       | James Blake Mark Merklein       | Ramón Delgado Ignacio Hirigoyen | 7–5, 6–1      |
| 2000       | Paul Kilderry Peter Tramacchi   | Lee Pearson Grant Silcock       | 6–4, 6–4      |
| 1999       | Mike Bryan Bob Bryan            | Geoff Grant T. J. Middleton     | 7–5, 6–3      |
| 1998       | Doug Flach (2) David Witt       | Eyal Erlich Eric Taino          | 6–4, 7–5      |
| 1997       | Luke Jensen Murphy Jensen       | Fredrik Bergh Rikard Bergh      | 6–2, 7–6      |
| 1996       | Javier Frana Karel Nováček      | Matt Lucena Dave Randall        | 6–3, 6–1      |
| 1995       | Ken Flach (1) Bryan Shelton (2) | Ellis Ferreira Brent Haygarth   | 5–7, 7–5, 6–2 |
| 1994       | Non disputato                   | Non disputato                   | Non disputato |
| 1993       | Bryan Shelton (1) Todd Witsken  | Pablo Albano Javier Frana       | 7–6, 6–3      |
| 1992       | Bret Garnett Tobias Svantesson  | Jan Apell Peter Nyborg          | 6–4, 7–6      |
| 1991       | Mark Keil Dave Randall          | Nelson Aerts Danilo Marcelino   | 1–6, 7–6, 6–2 |
| 1990- 1979 | Non disputato                   | Non disputato                   | Non disputato |
| 1978       | Marcelo Lara Mike Cahill        | Woody Blocher Dave Bohrnstedt   | 6–7, 6–4, 6–4 |